# Babez For Breakfast
Babez for Breakfast és cinquè àlbum d'estudi de la banda Lordi, editat el 2010 per The Label.

## Llista de cançons
1. "SCG5: It's a Boy!" – 1:21
2. "Babez for Breakfast" – 3:30
3. "This is Heavy Metal" – 3:01
4. "Rock Police" – 03:58
5. "Discoevil" – 03:49
6. "Call Off the Wedding" – 3:31
7. "I Am Bigger Than You" – 3:04
8. "ZombieRawkMachine" – 3:42
9. "Midnite Lover" – 3:21
10. "Give Your Life for Rock and Roll" – 3:54
11. "Nonstop Nite" – 03:56
12. "Amen's Lament to Ra" – 3:32
13. "Loud and Loaded" – 3:15
14. "Granny's Gone Crazy" – 3:56
15. "Devil's Lullaby" – 3:43